# Park Yong-ha
Park Yong-ha (Hangul: 박용하, Hanja: 朴容夏) (12 augustus 1977 - Seoel, 30 juni 2010) was een Zuid-Koreaans acteur en zanger. Als zanger vergaarde Park vooral succes in Japan waar hij in 2007 en 2008 tijdens de Japan Gold Disc Awards de prijs kreeg van "Beste Aziatische Artiest". Als acteur was hij in Azië vooral bekend van de Zuid-Koreaanse dramaserie Winter Sonata, en van Men's Story en On Air.
Park pleegde op 32-jarige leeftijd zelfmoord.

## Filmografie

### Film
- The Scam (2009)
- Again (2002)
- If It Snows on Christmas (1998)

### Televisie
- The Slingshot (2009)
- On Air (2008)
- Tokyo Wankei (2004)
- Loving You (2002)
- Winter Sonata (2002)
- Sunflower (2000)
- Snowflakes (2001)
- More Than Love
- What A Tough Woman (1997)

- Gemeinsame Normdatei: 173912575
- International Standard Name Identifier: 0000 0003 8187 2996
- Library of Congress Control Number: no2009079883
- MusicBrainz: 4ce8d64d-8485-4b9e-adde-5362bf136c31
- Bibliotheek van het Japanse parlement: 01099785
- Nederlandse Thesaurus van Auteursnamen: 326674144
- Virtual International Authority File: 262485268
- WorldCat: E39PBJwmXxygKXcmbJhBHqChHC